# Varga Ferenc (labdarúgó)
Varga Ferenc, Cserga (Herény, 1924. október 13. – Szombathely, 1990. június 26.) labdarúgó, középcsatár. A sportsajtóban Varga I néven volt ismert.

## Pályafutása
1940 és 1960 között a Haladás VSE labdarúgója volt, ahol összesen 366 élvonalbeli mérkőzésen szerepelt és 121 gólt szerzett. Ezzel a teljesítménnyel máig klubja csúcstartója.

## Sikerei, díjai
- Magyar bajnokság
  - 7.: 1952, 1953